# Japan Academy Prize
Pour les articles homonymes, voir Academy.
Les Japan Academy Prize (日本アカデミー賞, Nippon Akademī-shō, lit. « prix de l'académie japonaise ») (Awards of the Japanese Academy) sont des récompenses cinématographiques créées en 1978 et remises annuellement à des professionnels du 7e art dans diverses catégories pour saluer les meilleures productions japonaises.
La statue du prix mesure 10,7 × 4,4 × 4,4 cm.
Ils sont les équivalents japonais des Oscars américains ou des César français.

## Catégories de récompense
- Meilleur film
- Meilleur film en langue étrangère
- Meilleur réalisateur
- Meilleur acteur
- Meilleure actrice
- Meilleur acteur dans un second rôle
- Meilleure actrice dans un second rôle
- Meilleur scénario
- Meilleurs décors
- Meilleurs costumes
- Meilleure photographie
- Meilleur montage
- Meilleure musique de film
- Meilleur son
- Meilleur film documentaire
- Prix du public

## Palmarès 1978

### Meilleur film étranger
- Rocky •  États-Unis[1]

## Palmarès 1985

### Meilleur film en langue étrangère
- Indiana Jones et le Temple maudit (Indiana Jones and the Temple of Doom) •  États-Unis[2]

## Palmarès 1987

### Meilleur film en langue étrangère
- Aliens, le retour (Aliens) •  Royaume-Uni  États-Unis

## Palmarès 1988

### Meilleur film en langue étrangère
- Top Gun •  États-Unis

## Palmarès 1990

### Meilleur film en langue étrangère
- Piège de cristal (Die Hard) •  États-Unis
  - Indiana Jones et la Dernière Croisade (Indiana Jones and the Last Crusade) •  États-Unis

## Palmarès 1991

### Meilleur film en langue étrangère
- 58 Minutes pour vivre (Die Hard 2) •  États-Unis

## Palmarès 1994

### Meilleur film en langue étrangère
- Jurassic Park •  États-Unis

## Palmarès 1997

### Meilleur film en langue étrangère
- Independence Day •  États-Unis
- Mission : Impossible (Mission: Impossible) •  États-Unis

## Palmarès 1999

### Meilleur film en langue étrangère
- Armageddon •  États-Unis

## Palmarès 2000

### Meilleur film en langue étrangère
- Sixième Sens (The Sixth Sense) •  États-Unis

## Palmarès 2007

### Meilleur film en langue étrangère
- Mémoires de nos pères (Flags of Our Fathers) •  États-Unis
  - Pirates des Caraïbes : Le Secret du coffre maudit (Pirates of the Caribbean : Dead Man's Chest) •  États-Unis

## Palmarès 2008

### Meilleur film en langue étrangère
- Lettres d'Iwo Jima (Letters from Iwo Jima) (硫黄島からの手紙 - Iô-Jima kara no tegami) •  États-Unis  Japon

## Palmarès 2012

### Meilleur film en langue étrangère
- La Planète des singes : Les Origines (Rise of the Planet of the Apes)

## Palmarès 2015

### Meilleur film en langue étrangère
- Kingsman : Services secrets (Kingsman: The Secret Service)

## Palmarès 2019

### Meilleur film
- Une affaire de famille (万引き家族 (Manbiki kazoku?))
  - Ne coupez pas ! (カメラを止めるな! (Kamera o tomeru na!?))
  - Sakura Guardian in the North (en)
  - The Blood of Wolves (孤狼の血 (Korō no chi?))
  - Soratobu taiya (空飛ぶタイヤ (?))

### Meilleur film d'animation
- Miraï, ma petite sœur
  - Dragon Ball Super: Broly
  - Le Mystère des pingouins
  - Détective Conan : L'Exécutant de Zero
  - Waka Okami wa Shōgakusei!

### Meilleure réalisation
- Hirokazu Kore-eda pour Une affaire de famille (万引き家族 (Manbiki kazoku?))
  - Shin'ichirō Ueda (it) pour Ne coupez pas ! (カメラを止めるな! (Kamera o tomeru na!?))
  - Kazuya Shiraishi pour The Blood of Wolves (孤狼の血 (Korō no chi?))
  - Yōjirō Takita pour Sakura Guardian in the North (en)
  - Katsuhide Motoki pour Soratobu taiya (空飛ぶタイヤ (?))

### Meilleur scénario
- Une affaire de famille (万引き家族 (Manbiki kazoku?)) – Hirokazu Kore-eda

### Meilleure actrice
- Sakura Andō pour le rôle de Nobuyo Shibata, la fausse mère dans Une affaire de famille (万引き家族 (Manbiki kazoku?))
  - Haru Kuroki pour le rôle de Noriko dans Dans un jardin qu'on dirait éternel (日日是好日 (Nichinichi kore kōjitsu?))
  - Ryōko Shinohara dans Ningyo no Nemuru Ie (?)
  - Mayu Matsuoka dans Tremble All You Want (en)
  - Sayuri Yoshinaga dans Sakura Guardian in the North (en)

### Meilleur acteur
- Kōji Yakusho pour le rôle de Shōgo Ōgami dans The Blood of Wolves (孤狼の血 (Korō no chi?))
  - Lily Franky pour le rôle de Osamu Shibata, le faux père dans Une affaire de famille (万引き家族 (Manbiki kazoku?))
  - Jun'ichi Okada dans Samurai's Promise
  - Hiroshi Tachi (en) dans Owatta Hito (?)
  - Takayuki Hamatsu pour le rôle de Takayuki Higurashi, le réalisateur dans Ne coupez pas ! (カメラを止めるな! (Kamera o tomeru na!?))

### Meilleur film en langue étrangère
- Bohemian Rhapsody •  Royaume-Uni  États-Unis
  - The Greatest Showman •  États-Unis
  - La Forme de l'eau (The Shape of Water) •  États-Unis
  - Three Billboards : Les Panneaux de la vengeance (Three Billboards Outside Ebbing, Missouri) •  Royaume-Uni  États-Unis
  - Mission impossible : Fallout (Mission: Impossible - Fallout) •  États-Unis

## Palmarès 2020

### Meilleur film
- Shinbun kisha
  - Family of Strangers
  - Kingdom
  - Listen to the Universe
  - Tonde Saitama

### Meilleur film d'animation
- Les Enfants du temps
  - Détective Conan : Konjō no Fist
  - Le bleu du ciel dans ses yeux
  - Lupin III: The First
  - One Piece: Stampede

### Meilleure réalisation
- Hideki Takeuchi (Tonde Saitama)
  - Hideyuki Hirayama (Family of Strangers)
  - Masayuki Suo (Talking the Pictures)
  - Michihito Fujii (Shinbun kisha)
  - Shinsuke Satō (Kingdom)

### Meilleur scénario
- Tonde Saitama
  - Family of Strangers
  - Shinbun kisha
  - Talking the Pictures
  - Kioku ni gozaimasen

### Meilleure actrice
- Sim Eun-kyeong (Shinbun kisha)
  - Fumi Nikaidō (Tonde Saitama)
  - Mayu Matsuoka (Listen to the Universe)
  - Rie Miyazawa (No Longer Human)
  - Sayuri Yoshinaga (Saikō no jinsei no mitsuke kata)

### Meilleur acteur
- Tōri Matsuzaka (Shinbun kisha)
  - Gackt (Tonde Saitama)
  - Kiichi Nakai (Kioku ni gozaimasen)
  - Masaki Suda (The Great War of Archimedes)
  - Tsurube Shōfukutei (Family of Strangers)

### Meilleur film étranger
- Joker
  - Green Book : Sur les routes du Sud
  - Once Upon a Time… in Hollywood
  - La Mule
  - Yesterday

## Palmarès 2021

### Meilleur film
- Midnight Swan
  - Fukushima 50
  - C'est dur d'être un homme : Tora-san pour toujours
  - The Asadas
  - The Voice of Sin

### Meilleur film d'animation
- Demon Slayer - Le film : Le train de l'infini
  - Josée, le Tigre et les Poissons
  - Poupelle
  - Stand by Me Doraemon 2
  - Violet Evergarden : le film

### Meilleur réalisation
- Setsurō Wakamatsu (Fukushima 50)
  - Eiji Uchida (Midnight Swan)
  - Naomi Kawase (True Mothers)
  - Nobuhiro Doi (The Voice of Sin)
  - Ryōta Nakano (The Asadas)

### Meilleur scénario
- The Voice of Sin
  - Midnight Swan
  - The Asadas
  - Fukushima 50
  - C'est dur d'être un homme : Tora-san pour toujours

### Meilleure actrice
- Masami Nagasawa (Le Lien du sang)
  - Chieko Baishō (C'est dur d'être un homme : Tora-san pour toujours)
  - Hiromi Nagasaku (True Mothers)
  - Masami Nagasawa (The Confidence Man JP: Princess)
  - Suzu Hirose (Not Quite Dead Yet)

### Meilleur acteur
- Kusanagi Tsuyoshi (Midnight Swan)
  - Shun Oguri (The Voice of Sin)
  - Kōichi Satō (Fukushima 50)
  - Masaki Suda (Tapestry)
  - Kazunari Ninomiya (The Asadas)

### Meilleur film en langue étrangère
- Parasite
  - Star Wars, épisode IX : L'Ascension de Skywalker
  - 1917
  - Tenet
  - Le Mans 66

## Palmarès 2024

### Meilleur film en langue étrangère
- Mission impossible : Dead Reckoning (Mission: Impossible – Dead Reckoning)